# Język ciała (singel)
Język Ciała – singiel polskiego rapera Tymka, zapowiadający trzeci długogrający album zatytułowany Klubowe. Wydawnictwo w formie digital download ukazało się 9 października 2018 roku własnym nakładem. Gościnnie wystąpił w nim Big Scythe. Tekst utworu został napisany przez Tymoteusza Buckiego oraz Aleksandra Kosowskiego.

## Nagrywanie
Utwór został wyprodukowany przez C0pika. Za mastering i miks odpowiada Foux. Za teledysk odpowiedzialna jest ekipa Recidivist Films.

## Przyjęcie
Zrealizowany do piosenki teledysk osiągnął wynik ponad 194 mln wyświetleń w serwisie YouTube. Utwór zebrał także ponad 87 milionami odsłuchań, stan na lipiec 2025. 
Nagranie osiągnęło status podwójnie diamentowej płyty.

## Lista utworów
- Digital download

1. „Język Ciała” – 3:23

- Remix

1. „Język Ciała 2020” (Pawbeats remix) – 2:38

## Notowania

### Listy AirPlay
| Autor                           | Notowanie         | Najwyższa pozycja |
| ------------------------------- | ----------------- | ----------------- |
| Związek Producentów Audio-Video | AirPlay – Top     | 36                |
| Związek Producentów Audio-Video | AirPlay – Nowości | 4                 |

### Listy przebojów
| Autor          | Lista przebojów (2019)      | Najwyższa pozycja |
| -------------- | --------------------------- | ----------------- |
| Radio Eska     | Gorąca 20                   | 1                 |
| RMF Maxxx      | Hop Bęc                     | 7                 |
| Radio Szczecin | Szczecińska lista przebojów | 22                |
| Weekend FM     | Hitport                     | 1                 |
| Spotify        | Spotify Chart Week          | 1                 |
| Youtube        | lista notowań               | 1                 |

### Listy całoroczne (2019)
| Autor      | Notowanie          | Najwyższa pozycja |
| ---------- | ------------------ | ----------------- |
| Radio Eska | Gorąca Setka       | 5                 |
| Spotify    | Spotify Chart Year | 1                 |

## Certyfikaty
| Certyfikat ZPAV     | Liczba egzemplarzy | Data                |        |
| ------------------- | ------------------ | ------------------- | ------ |
| złota płyta         | 20 000             | 6 marca 2019        | [ 17 ] |
| platynowa płyta     | 40 000             | 20 marca 2019       | [ 18 ] |
| 2× platynowa płyta  | 80 000             | 28 maja 2019        | [ 18 ] |
| 4× platynowa płyta  | 160 000            | 7 sierpnia 2019     | [ 18 ] |
| diamentowa płyta    | 200 000            | 2 października 2019 | [ 19 ] |
| 2× diamentowa płyta | 400 000            | 13 stycznia 2021    | [ 5 ]  |

## Personel
Opracowano na podstawie materiału źródłowego.
- Tymoteusz Bucki – słowa, rap, śpiew
- Aleksander Kosowski – słowa, rap, śpiew
- Bartłomiej Copik – produkcja muzyczna
- Recidivist Films – produkcja teledysku
- Foux – miksowanie, mastering